# Brumetz
Brumetz ist eine französische Gemeinde mit 179 Einwohnern (Stand: 1. Januar 2022) im Département Aisne in der Region Hauts-de-France (frühere Region: Picardie). Sie gehört zum Arrondissement Château-Thierry und zum Kanton Villers-Cotterêts. Die Einwohner werden als Brumessins bezeichnet.

## Geographie
Die Gemeinde Brumetz liegt an der Grente zum Département Seine-et-Marne am Nordufer des Flüsschens Clignon, eines linken Zuflusses des Ourcq, rund 21 Kilometer westlich von Château-Thierry und 30 Kilometer nordöstlich von Meaux. Sie umfasst die Ortsteile Cerfroid und La Grange Coeret. Nachbargemeinden sind Chézy-en-Orxois im Norden, Gandelu im Südosten, Coulombs-en-Valois im Süden sowie Montigny-l’Allier im Westen.

## Bevölkerungsentwicklung
| Jahr                       | 1962 | 1968 | 1975 | 1982 | 1990 | 1999 | 2010 | 2015 |
| Einwohner                  | 159  | 166  | 199  | 106  | 166  | 183  | 222  | 213  |
| Quellen: Cassini und INSEE |      |      |      |      |      |      |      |      |

## Sehenswürdigkeiten
- Kirche Saint-Crépin aus dem 12. Jahrhundert, seit 1920 Monument historique (Base Mérimée PA00115558)
- Kloster Cerfroid, 1198 Gründungsort des Trinitarierordens

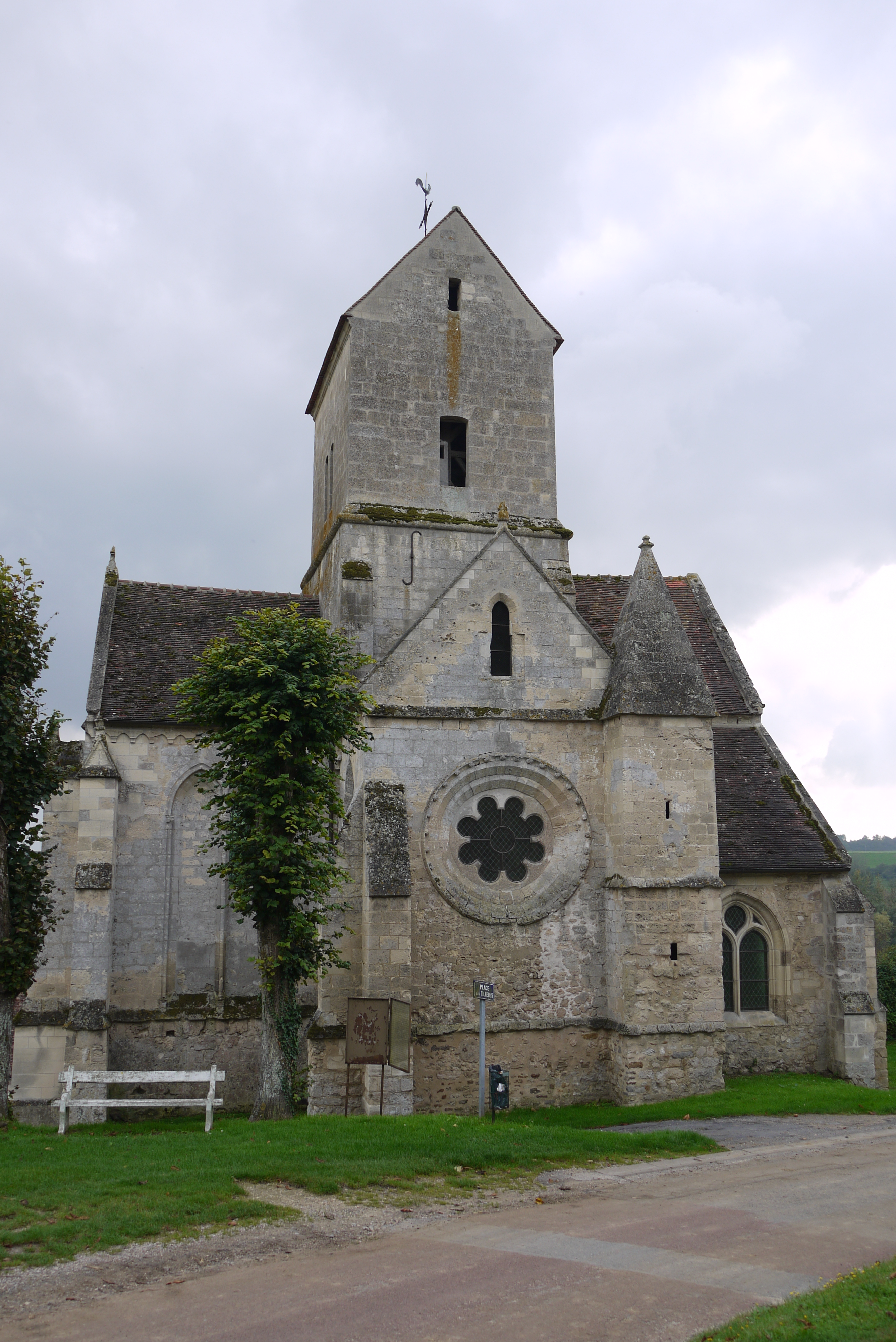
Kirche Saint-Crépin
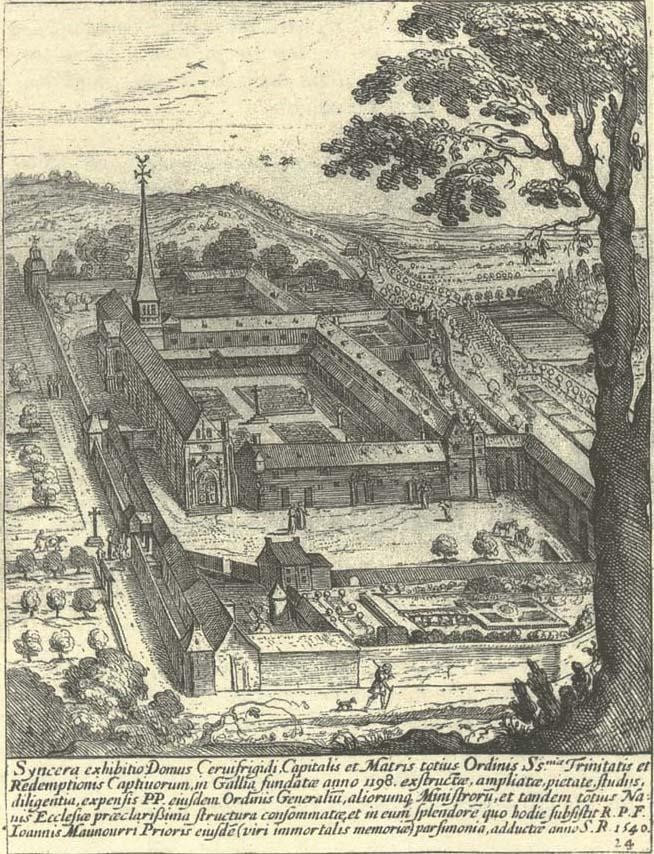
Das Kloster Cerfroid im Jahr 1540